# Liste de réalisateurs japonais
Cette liste présente les principaux réalisateurs de film japonais.

## A
- Abe Yutaka
- Anno Hideaki
- Aoyama Shinji
- Araki Tarō

## D
- Deme Masanobu

## F
- Fukasaku Kinji
- Fukuda Jun
- Furuhata Yasuo
- Furumaya  Tomoyuki

## G
- Gosha Hideo
- Gosho Heinosuke

## H
- Hamano Sachi
- Hani Susumu
- Harada Masato
- Hasebe Yasuharu
- Hasegawa Kazuhiko
- Hashiguchi Ryōsuke
- Hayashi Kaizo
- Higuchi Shinji
- Hirayama Hideyuki
- Hiroki Ryuichi
- Honda Ishirō

## I
- Ichikawa Kon
- Iimura Takahiko
- Ikejima Yutaka
- Imamura Shōhei
- Imaoka Shinji
- Inagaki Hiroshi
- Inoue Haruo
- Ishii Katsuhito
- Ishii Sogo
- Ishii Takashi
- Ishii Teruo
- Itami Jūzō
- Daisuke Itō
- Itō Shunya
- Iwai Shunji

## K
- Kaeriyama Norimasa
- Kaneko Shusuke
- Kasagi Nozomu
- Katō Yoshikazu
- Kawase Naomi
- Kawashima Yuzo
- Kei Fujiwara
- Kinoshita Keisuke
- Kinugasa Teinosuke
- Kitamura Ryūhei
- Kitano Takeshi
- Kobayashi Masaki
- Kobayashi Satoru
- Koizumi Takashi
- Kon Satoshi
- Konuma Masaru
- Kore-eda Hirokazu
- Kōyama Seijirō
- Kumai Kei
- Kumashiro Tatsumi
- Kunizawa Minoru
- Kuroki Kazuo
- Kurosawa Akira
- Kurosawa Kiyoshi

## M
- Masumura Yasuzo
- Meike Mitsuru
- Mihara Mitsuhiro
- Miike Takashi
- Misumi Kenji
- Mitani Koki
- Miyazaki Hayao
- Mizoguchi Kenji
- Morita Yoshimitsu
- Mukai Kan
- Murakami Ryū
- Murata Minoru

## N
- Nagasaki Shunichi
- Nagasawa Masahiko
- Nakajima Sadao
- Nakamura Noboru
- Nakano Hiroyuki
- Nakata Hideo
- Naruse Mikio
- Nishihara Giichi
- Nishikawa Katsumi
- Nishikawa Miwa
- Nomura Yoshitarō

## O
- Ohara Kōyū
- Okamoto Kihachi
- Oshii Mamoru
- Ōshima Nagisa
- Ōtomo Katsuhiro
- Ozu Yasujiro

## S
- Sabu (Tanaka Hiroyuki)
- Sai Yoichi (Choi Yang-il)
- Saitō Kōichi
- Saito Torajiro
- Sakaguchi Hironobu
- Sakamoto Junji
- Sano Kazuhiro
- Sasaki Hirohisa
- Sato Hajime
- Satō Jun'ya
- Sato Toshiki
- Seki Kōji
- Sekine Kazuyoshi
- Shiina Makoto
- Shimazu Yasujirō
- Shimizu Hiroshi
- Shimizu Takashi
- Shindō Kaneto
- Shinoda Masahiro
- Shinohara Tetsuo
- Shinozaki Makoto
- Shiota Akihiko
- Sone Chusei
- Suo Masayuki
- Suwa Nobuhiro
- Suzuki Seijun

## T
- Tajiri Yūji
- Takamine Gō
- Takechi Tetsuji
- Takehora Tetsuya
- Takita Yōjirō
- Tanaka Eizō
- Tanaka Noboru
- Tasaka Tomotaka
- Teshigahara Hiroshi
- Tezuka Osamu
- Toyoda Shiro
- Toyoda Toshiaki
- Tsuburaya Eiji
- Tsuchiya Yutaka
- Tsukamoto Shinya

## U
- Ueno Toshiya
- Ushihara Kiyohiko

## W
- Wakamatsu Koji
- Watanabe Mamoru

## Y
- Yagi Takeshi
- Yamada Yōji
- Yamaguchi Kazuhiko
- Yamamoto Masashi
- Yamamoto Satsuo
- Yamanaka Sadao
- Yanagimachi Mitsuo
- Yoshida Keisuke
- Yukisada Isao
- Yoshiyuki Yumi

## Z
- Zeze Takahisa

## Source de la traduction
- (en) Cet article est partiellement ou en totalité issu de l’article de Wikipédia en anglais intitulé « List of Japanese film directors » (voir la liste des auteurs).